# André Chéron (Schachspieler)

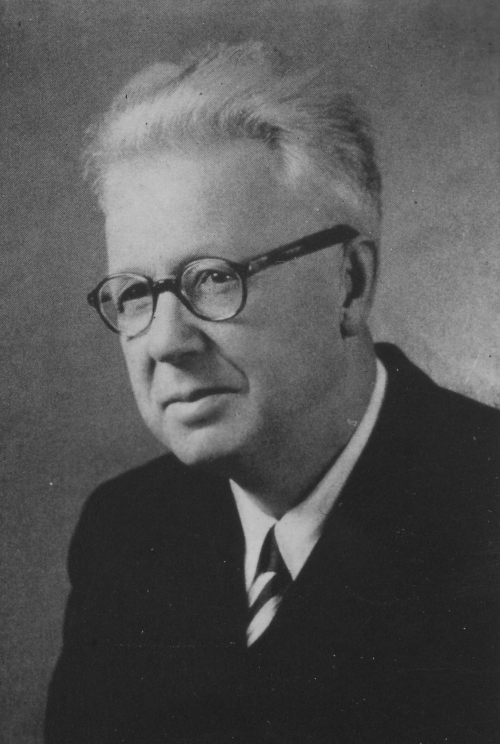
André Chéron (ca. 1970)

Autogramm von André Chéron (1965)

André Chéron (* 25. September 1895 in Colombes; † 12. September 1980 in Leysin) war ein französischer Schachmeister und -autor. Er gilt als einer der bedeutendsten Endspieltheoretiker.

## Leben
Chéron lebte in der Schweiz und war in den Jahren 1926, 1927 und 1929 Meister von Frankreich. Bei der Schacholympiade 1927 in London spielte er in der französischen Auswahl, bei der FIDE-Amateurweltmeisterschaft 1928, die parallel zur Schacholympiade 1928 in Den Haag ausgetragen wurde, belegte er den 9. Platz von 16 Teilnehmern.
Er war schwer lungenkrank und lebte 20 Jahre lang in einem Sanatorium. In dieser Zeit verfasste er sein einzigartiges vierbändiges Werk Nouveau Traité complet d’échecs. La fin de partie („Lehrbuch und Handbuch der Endspiele“), das in mehreren Ausgaben seit 1923 in Frankreich erschien. Die deutsche Ausgabe enthält 2336 Endspiele, systematisch geordnet und gründlich, genau und vollständig untersucht. Sie behandelt alle in der Praxis vorkommenden Endspiele und enthält auch mehr als 100 von Chéron komponierte Studien. Das Buch galt lange Zeit als das Standardwerk über Endspiele schlechthin und wird in Schachkreisen einfach der Chéron genannt.
1934 schrieb Chéron ein weiteres Buch über theoretische Fragen in der Schachkomposition (Les Echecs artistiques).

## Achtfache Springerumwandlung
André Chéron war seit 1957 Internationaler Schiedsrichter für Schachkompositionen. Er publizierte über 450 Kompositionen, darunter 400 Studien. 
1959 wurde ihm der Titel Internationaler Meister für Schachkompositionen verliehen.
Die folgende Rekordaufgabe (sogenannter Task) zeigt eine achtfache Unterverwandlung in einen Springer.
|   | a | b | c | d | e | f | g | h |   |
| 8 |   |   |   |   |   |   |   |   | 8 |
| 7 |   |   |   |   |   |   |   |   | 7 |
| 6 |   |   |   |   |   |   |   |   | 6 |
| 5 |   |   |   |   |   |   |   |   | 5 |
| 4 |   |   |   |   |   |   |   |   | 4 |
| 3 |   |   |   |   |   |   |   |   | 3 |
| 2 |   |   |   |   |   |   |   |   | 2 |
| 1 |   |   |   |   |   |   |   |   | 1 |
|   | a | b | c | d | e | f | g | h |   |

Lösung:

1. b8S+ Txb8

2. axb8S+ Kd6

3. c8S+ Ke6

4. d8S+ Lxd8

5. exd8S+ Kf6

6. g8S+ Txg8

7. hxg8S+ Kg6

8. f8S matt

## Publikationen
- La Fin de partie. Aigle 1923.
- Traité complet d’échecs. Brüssel 1927.
- Manuel d’échecs du débutant. Paris 1928.
- Initiation au problème d’échecs stratégique. Paris 1930.
- Les Échecs artistiques. Lausanne / Genf 1934.
- Miniatures stratégiques françaises. Nancy / Straßburg / Paris 1936.
- Les Échecs artistiques, Librairie Payot, Paris 1957.
- Lehr- und Handbuch der Endspiele, Band 1. 2. Auflage. Leysin 1960, ISBN 3-88086-081-5.
- Lehr- und Handbuch der Endspiele, Band 2. 2. Auflage. Leysin 1964, ISBN 3-88086-082-3.
- Lehr- und Handbuch der Endspiele, Band 3. 2. Auflage. Leysin 1969, ISBN 3-88086-083-1.
- Lehr- und Handbuch der Endspiele, Band 4. Leysin 1970, ISBN 3-88086-084-X.